# Me2day
Me2day (Hangul: 미투데이) est un service de réseautage social et de microblogage créé en 2007. La startup est rachetée par l'entreprise sud-coréenne NHN Corporation en décembre 2008.

## Histoire
Le service de microblogage Me2day est lancé en 2007. Comme Twitter, il permet aux internautes de publier de courts messages. Sur Me2day, ils sont limités à 150 caractères. En 2008, le nombre d'utilisateurs inscrit s'élève à 28 000. À la fin de l'année, le service est racheté par NHN Corporation, entreprise à laquelle appartient Naver, le portail web le plus populaire de Corée du Sud. L'intérêt croissant pour le microblogage provoqué par le succès de Twitter favorise les autres services comme Me2day, dont la fréquentation progresse durant l'année suivante. En juillet 2009, le site revendique plus de 72 000 utilisateurs inscrits. Selon une étude réalisée par Korean Click, le nombre de visiteurs uniques journaliers culmine à 125 000 sur la même période. En 2009, Twitter reste le site de microblogging le plus populaire parmi les internautes coréens. NHN lance une campagne de publicité à la télévision, dans les journaux et sur le web afin de populariser Me2day. En mars 2010, le nombre d'utilisateurs inscrits s'élève à 1 million, et atteint les 3 millions en fin d'année. En mars 2011, NHN annonce que Me2day compte 5 millions d'utilisateurs inscrits.